# TV Shit
TV Shit es un EP de la banda Sonic Youth junto con el vocalista japonés Yamatsuka Eye. Fue lanzado en febrero del 1994, por el sello Ecstatic Peace! de Thurston Moore. "No II" es un cover a Youth Brigade, banda de hardcore punk de Washington D. C..

## Lista de canciones
| TV Shit |               |          |  |
| N.º     | Título        | Duración |  |
| 1.      | «No II, Pt 1» | 0:51     |  |
| 2.      | «No II, Pt 2» | 1:13     |  |
| 3.      | «No II, Pt 3» | 3:30     |  |
| 4.      | «No II, Pt 4» | 3:45     |  |
| 9:15    |               |          |  |